# Rose Christiane Raponda

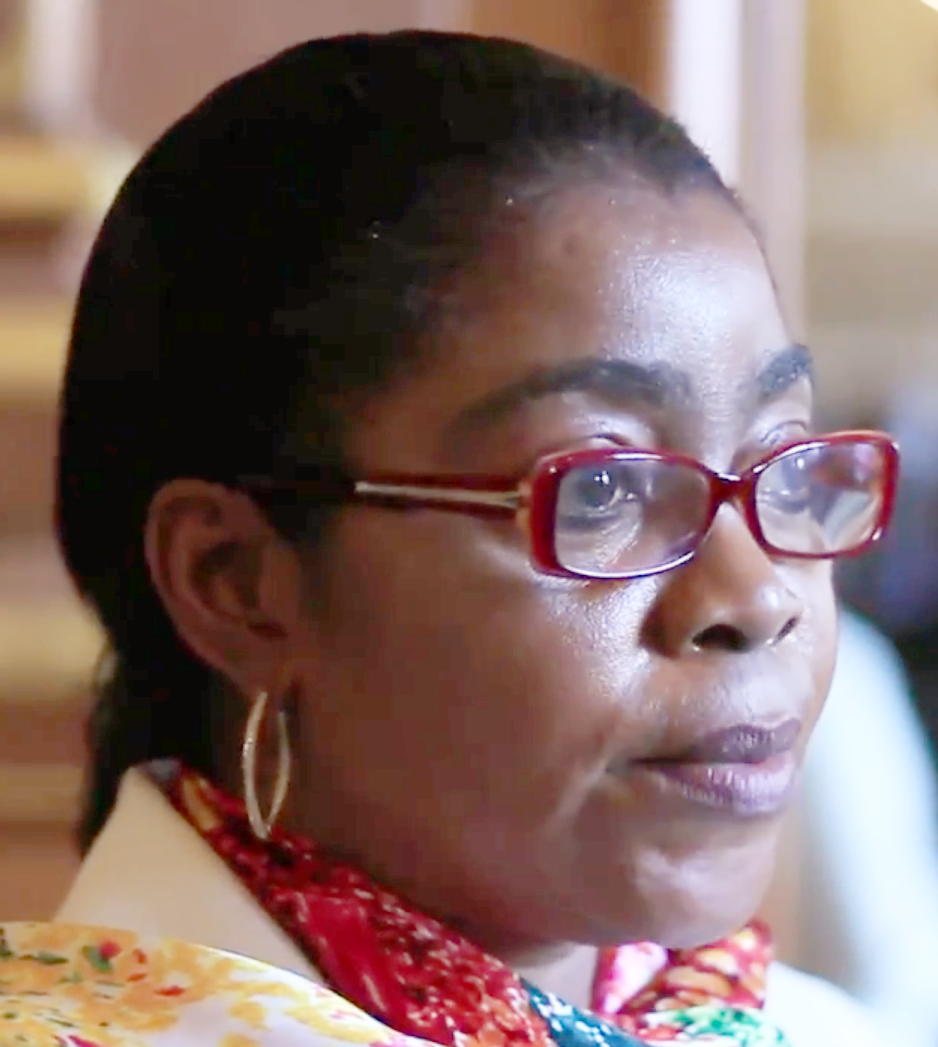
Rose Christiane Raponda (2015)

Rose Christiane Ossouka Raponda (* 30. Juni 1963 in Libreville) ist eine gabunische Politikerin und war bis zum 29. August 2023 Vizepräsidentin ihres Landes. Sie war vom 16. Juli 2020 bis zum 9. Januar 2023 Premierministerin von Gabun und damit die erste Frau in dieser Position. Zuvor war sie Bürgermeisterin von Libreville und von Februar 2019 bis Juli 2020 Verteidigungsministerin des Landes. Sie ist Mitglied der Parti Démocratique Gabonais.

## Biografie
Raponda ist Angehörige des Volkes der Mpongwe (Fang) und wurde in Libreville geboren. Sie hat einen Abschluss in Wirtschaft und öffentlichen Finanzen vom gabunischen Institut für Wirtschaft und Finanzen. Raponda arbeitete als Generaldirektorin der Wirtschaft und stellvertretende Generaldirektorin der Housing Bank of Gabon. Von Februar 2012 bis Januar 2014 war sie Ministerin für Haushalt und öffentliche Finanzen. Am 26. Januar 2014 wurde Raponda als Vertreterin der regierenden Parti Démocratique Gabonais zur Bürgermeisterin der Hauptstadt Libreville gewählt. Sie war die erste Frau, die dieses Amt seit 1956 innehatte, und war bis 2019 im Amt. Sie war außerdem Präsidentin von United Cities and Local Governments Africa.
Am 12. Februar 2019 wurde Raponda nach dem gescheiterten Putsch im Januar 2019 von Präsident Ali Bongo Ondimba zur Verteidigungsministerin von Gabun ernannt. Raponda löste Etienne Massard Kabinda Makaga, ein Mitglied der Bongo-Familie, ab, der das Amt seit 2016 innehatte. Am 16. Juli 2020 wurde Raponda zur Premierministerin von Gabun ernannt, nachdem ihr Vorgänger Julien Nkoghe Bekale zurückgetreten war.
Am 9. Januar 2023 ernannte der gabunische Präsident Alain Claude Bilie By Nze zum neuen Premierminister und ersetzt sie damit.